# Ђорђе Калинеску
Ђорђе Калинеску (Букурешт, 14. јун 1899 — Отопени, 12. март 1965) био је румунски академик, историчар, новинар, историчар књижевности, књижевни критичар, биограф и писац класицистичких и хуманистичких тенденција. Тренутно се сматра једним од најзначајнијих румунских књижевних критичара свих времена, уз Титуа Мајорескуа и Ежена Ловинескуа, и представља једну од истакнутих личности румунске књижевности 20. века.

### Студије на другим језицима
- Alcuni missionari catolici italiani nella Moldavia nei secoli XVII e XVIII (1925)

### Студије о естетици и универзалној књижевности
- Principii de estetică (1939)
- Impresii asupra literaturii spaniole (1946)
- Sensul clasicismului (1946)
- Studii și conferințe (1956)
- Scriitori străini (1967)
- Ulysse (1967)

### Поезија
- Poezii (1937)
- Lauda lucrurilor (1963)
- Lauda zăpezii (1965)

### Позоришна дела
- Șun, mit mongol sau Calea netulburată (1943)[3]
- Ludovic al XIX-lea (1964)
- Teatru (1965)

### Проза
- Cartea nunții (1933)
- Enigma Otiliei (1938) (inițial Părinții Otiliei)
- Trei nuvele (1949)
- Bietul Ioanide (1953)
- Scrinul negru (1965)

### Историја и књижевна критика
- Viața lui Mihai Eminescu (1932)
- Opera lui Mihai Eminescu (1934)
- Viața lui Ion Creangă (1938)
- Istoria literaturii române de la origini până în prezent (1941)
- Istoria literaturii române. Compendiu (1945)
- Universul poeziei (1947)
- Nicolae Filimon (1955)
- Gr. M. Alecsandrescu (1955)
- Ion Creangă (Viața și opera) (1964)
- Vasile Alecsandri (1965)

### Издаваштво
- Cronicile optimistului (1964)
- Ulysse (1967)

### Путописи
- Kiev, Moscova, Leningrad, 1949
- Am fost în China nouă, 1953